# اندی کارینگتون
اندی کارینگتون (انگلیسی: Andy Carrington؛ زادهٔ ۱۴ نوامبر ۱۹۳۶) بازیکن فوتبال اهل بریتانیا است.
از باشگاه‌هایی که در آن بازی کرده‌است می‌توان به باشگاه فوتبال گریمزبی تاون اشاره کرد.